# Леонід (Окропірідзе)
Католико́с-Патріа́рх Леонід (груз. კათოლიკოს-პატრიარქი ლეონიდე; в миру Лонгіноз Соломонович Окропірідзе (груз. ლონგინოზ სოლომონის ძე ოქროპირიძე); 15 лютого [27 лютого] 1861 , село Дісеві, Горійський повіт, Тифліська губернія — 11 червня 1921, Тбілісі) — єпископ Грузинської православної церкви. У 1918—1921 роках — Католикос-патріарх Грузії.

## Біографія
Народився 27 лютого 1861 року в селі  Дісеві Горійського повіту Тифліської губернії (нині Ґорський муніципалітет Грузії).
Уродженець Грузії. З восьми років він був узятий з батьківського даху і відданий до духовного училища. Тут він знаходився під безпосереднім покровом свого дядька, єпископа Гурійсько-Мінгрельського Олександра.
У 1884 році він вступив до Київської духовної академії і тут на прикладі своїх наставників, і, головним чином, на живому зразку — єпископа Сильвестра, начальника академії, переконався у висоті християнських подвигів і 29 червня 1887 року прийняв чернецтво з ім'ям Леонід.
1888 року закінчив Київську духовну академію. Займався місіонерською та освітньою діяльністю, головним чином на Кавказі; у 1890—1910-х роках був архімандритом грузинських монастирів Зедазені, Хірсі, Святого Іоанна Хрестителя. Очолював комісію з виправлення грузинського перекладу Біблії.
19 квітня 1898 року в Сіонському кафедральному соборі Тифліса хіротонізований на єпископа Горійського, вікарія Грузинської єпархії. Чин хіротонії здійснювали екзарх Флавіан (Городецький), єпископи Владикавказький Володимир (Сеньковський), Гурійсько-Мінгрельський Олександр (Окропірідзе) та Алавердський Віссаріон (Дадіані).
З 12 серпня 1900 року — єпископ Імеретинський.
З 1 лютого 1908 — єпископ Гурійсько-Мінгрельський.
Брав активну участь у русі за автокефалію Грузинської православної церкви, яке в 1917 році призвело до проголошення її незалежності від Російськоїправославної церкви.
12 березня 1917 року на Мцхетському соборі затверджений місцеблюстителем католикоса Грузії до канонічного обрання католикоса, йому було доручено тимчасове управління Грузинською автокефальною церквою.
В серпні того ж року призначений митрополитом Тифліським із присвоєнням титулу «Тбілелі». У вересні 1917 року був кандидатом у католикоси, але не був обраний .
Після вбивства Киріона II обрано його наступником 28 листопада 1918 року.
У ході свого патріаршества Леонід зіткнувся як із відсутністю міжнародного визнання грузинської автокефалії, так і з гоніннями на Церкву з боку більшовиків, що захопили Грузію.
Помер 11 червня 1921 року під час епідемії холери, що охопила Грузію.

## Твори
- «Две речи к столетию смерти славного грузинского царя Ираклия II». Тифлис, 1898.
- «Речь при наречении его во епископа» // Прибавление к «Церковным Ведомостям» 1898, № 20, с. 724.
- «Празднование дня Св. Нины и его значение». Кутаиси, 1912.
- «Слова и поучения кн. I. Дни грузинских святых». Поти, 1914.
- «Слово в день царицы Тамары 1-го мая». Тифлис, 1915.
- «Слово в день Св. Нины». Тифлис, 1915.
- «Послание Святейшего Леонида, Католикоса-Патриарха всея Грузии, к Святейшему Тихону, Патриарху Московскому и всея Руси. 5 августа 1919 года». Тифлис, 1920.